# Rio Xinxim
Rio Xinxim är ett vattendrag i Brasilien.   Det ligger i delstaten Pará, i den centrala delen av landet, 1 100 km nordväst om huvudstaden Brasília.
I omgivningarna runt Rio Xinxim växer i huvudsak städsegrön lövskog. Trakten runt Rio Xinxim är nära nog obefolkad, med mindre än två invånare per kvadratkilometer.